# Siegfried Klefeker
Siegfried Klefeker (* 21. August 1870 in Neiße; † 24. Februar 1946 in Berlin) war ein preußischer Offizier und Bibliothekar, der zuletzt als Oberst (E) a. D. und Leiter der Deutschen Heeresbücherei in Berlin wirkte.

## Leben
Siegfried Klefeker trat nach seiner Schulzeit in die Preußische Armee ein und war Oberleutnant à la suite und Militärlehrer am Kadettenhaus Oranienstein und später Hauptmann und Militärlehrer an der Königlich Preußischen Hauptkadettenanstalt in Groß‐Lichterfelde. Siegfried Klefeker schied 1908 aus dem aktiven Dienst aus, war 1916 als Major a. D. Vorstand der Bücherei der Preußischen Kriegsakademie und bekam 1917 das Prädikat Professor verliehen. Im Jahr 1919 gründete er in Berlin die Deutsche Heeresbücherei, die er ab 1920 als Direktor unter zwischenzeitlichen Beförderungen zum Oberstleutnant und Oberst (E) bis 1935 in der Reichswehr und danach noch bis zu seiner Pensionierung am 1. April 1936 in der Wehrmacht leitete. Daneben war er 1928 Referent für das Heeresbüchereiwesen im Reichswehrministerium. Der 1926 an die Deutsche Heeresbücherei gewechselte Bibliothekar Otto Basler wurde hauptberuflicher Abteilungsvorstand und sein Stellvertreter. Seine Nachfolge als Direktor der Deutschen Heeresbücherei, Berlin NW 7, Dorotheenstr. 48, übernahm von 1936 bis Kriegsende 1945 der Bibliothekar und Militärhistoriker Günther Gieraths.
Die Bestände der Deutschen Heeresbücherei (ca. 400.000 Bände, 250.000 Karten und 500 Handschriften) wurden in den letzten Kriegsjahren zunächst nach Potsdam und von dort auf das Schloss Rothenburg in der Lausitz ausgelagert, wo sie bei Kriegsende den sowjetischen Truppen in die Hände fielen und in die UdSSR abtransportiert wurden. Es wird vermutet, dass die Deutsche Heeresbücherei heute nicht mehr als Ganzes oder in größeren geschlossenen Teilen existiert, sondern auf mehrere sowjetische bzw. russische Bibliotheken verteilt worden ist.

## Schriften
- Das Büchereiwesen im Reichsheere. In: Zentralblatt für Bibliothekswesen, 38, 1921, S. 196–197
- Freimaurerei und Offizierskorps. Eine Entgegnung auf die Angriffe des Nationalverbandes deutscher Offiziere. In: Am rauhen Stein. Maurerische Zeitschrift der Großen Loge von Preußen genannt »Zur Freundschaft«, 21, 4, 1924, S. 49–57
- Das wissenschaftliche Büchereiwesen der Wehrmacht. In: Zentralblatt für Bibliothekswesen, 52, 1935, S. 517–525